# مسئولیت پرستار
مطالعات حقوقی چندانی در خصوص مسئولیت پرستار در نظام حقوقی ایران، با وجود قدمت طولانی این حرفه، صورت نگرفته است. از آن جائی‌که بیمه مسؤولیت مدنی حرف پزشکی اجباری نیست، آموزش حقوقی پرستاران _که معمولاً از لحاظ کسب درآمد تفاوت قابل توجهی با سایر مشاغل  پزشکی دارند_ بایستی به سیاستی اجباری و کارآمد در وزارت بهداشت و خصوصاً در سازمان نظام پرستاری تبدیل شود تا مشکلات حقوقی و قضایی این افراد به حداقل ممکن تقلیل یابد.

## مسئولیت مدنی پرستاران
ماهیت تعهد پرستاران در نظام حقوقی ایران و فرانسه، علی‌الاصول تعهد به وسیله است، اما آنها باید در فرایند درمان، از هرگونه تلاش متعارفی دریغ ننمایند، در غیر این صورت، ملزم به جبران خسارات وارده خواهند بود. مبنای مسؤولیت مدنی پرستاران، قابلیت استناد عرفی فعل زیان‌بار به آن‌ها می‌باشد، البته در برخی موارد استثنائی، ممکن است نظریه خطر، به عنوان مبنای مسؤولیت مدنی این حرفه قرارگیرد که در این موارد، به محض ورود خسارت به بیمار یا اقربای او و بدون نیاز به اثبات تقصیر پرستار از طرف زیان‌دیده، مسؤولیت پرستاران محقق خواهد شد، مگر این که عامل وقوع زیان بتواند ثابت کند قوه قاهره (فورس ماژور) علت وقوع حادثه بوده است.
اگر صاحبان حرف پزشکی و وابسته، دارای اطلاعات و صلاحیت‌های لازم بوده و در انجام وظایف خویش مطابق موازین علمی و فنی عمل کرده باشند، لکن اقدام به اخذ برائت از بیمار یا ولی او نکرده باشند، در این صورت در قبال خسارات وارده، ضامن نخواهند بود. به عبارتی اصل بر این است که تعهدات صاحبان حرف پزشکی و وابسته تعهد به وسیله است، مگر خلاف آن مقرر شده باشد.